# 柬埔寨之光
《柬埔寨之光》是柬埔寨的一份高棉文報紙，由奔·萨米提於1993年4月9日創立，2023年12月1日停刊。

## 歷史
民主柬埔寨時期，柬埔寨所有報刊都被查封。柬越战争後，柬埔寨陷入內戰，內戰期間只新成立了四份報刊。1991年聯合國成立柬埔寨过渡时期联合国权力机构，監督1993年柬埔寨大選以結束內戰。在大選前，在民主柬埔寨執政時出逃的媒體人開始回到柬埔寨，創辦報刊雜誌。同時一些海外商人也在政治和經濟因素下，到柬埔寨創辦報刊，《柬埔寨之光》就是其中之一。《柬埔寨之光》是奔·萨米提創立高棉文日報，他也兼任主編一職，富商許銳騰和泰國輪迴出版集團出資建立。創刊日為1993年4月9日，由許銳騰旗下公司泰文隆實質持有。辦報宗旨為「为读者提供准确、可靠的信息；坚持国家主流报纸的地位；追求财政独立」。報紙創建早期在曼谷印刷出版，再由飛機空運到金邊發售，數年後才在金邊印刷，報紙有12版，內容有柬埔寨國內時事、政治、經濟、文化、音樂、美術、體育、旅遊等，還有小說連載。該報為日報，由於報社週一休息，故週一、二合刊。日報發行量最高有2萬多份，收入七成來自廣告，讀者以大學生和政府公務員為主，曾一度成為柬埔寨最大的日報，報刊邊幅從最初的12版擴大到24版，內容包括時事熱點、經濟、環境、社會、國際、文化、體育、娛樂等等。
2005年，許銳騰將日報和出版社轉讓給赛冲，不過日報仍然以許銳騰名義在柬埔寨信息部下註冊。2011年《柬埔寨之光》註冊成立同名公司。2020年10月28日，由於財務狀況等原因，日報即日起停止出版紙質版，新聞網站繼續營運。2023年12月1日，日報宣佈停止營運並辭退所有員工。